# Чуйко, Виктор Михайлович
Виктор Михайлович Чуйко́ (род. 23 ноября 1931, Кременчуг-Константиновское, Кабардино-Балкарская АССР) — советский и российский авиационный инженер — конструктор авиационных двигателей, учёный, государственный деятель. Доктор технических наук, профессор. Лауреат премии Совета Министров СССР, премии Правительства Российской Федерации и Государственной премии Украинской ССР в области науки и техники.

## Биография

### Ранние годы
Виктор Михайлович Чуйко родился 23 ноября 1931 года в с. Кременчуг-Константиновское Баксанского района Кабардино-Балкарской автономной области. Его отец, Михаил Дмитриевич Чуйко, был родом из бедной крестьянской семьи. В годы становления Советской власти первым возглавил комсомольскую ячейку в своём селе, стоял у истоков кооперативного движения в Кременчуг-Константиновке. Умер в результате сильной простуды, когда сыну исполнилось полтора года. Мама, Мавра Захаровна Чуйко (девичья фамилия — Иванько), выросшая в семье крепких середняков, трудилась в колхозе. В предвоенные годы отца Виктору заменил отчим, Фёдор Волошин, с которым у мальчика сложились хорошие отношения. В начале Великой Отечественной войны отчим Виктора погиб на фронте.
Воспитывая сына, Мавра Захаровна опиралась на помощь матери покойного мужа, Варвары Чуйко, и своих родителей — Захара и Степаниды Иванько. Дед, грамотный и рассудительный человек, единственный среди односельчан выписывал из Москвы специальную
литературу по сельскому хозяйству и успешно применял знания на практике — был отличным садоводом. У Виктора было немало и своих книг — их, бывая в Нальчике и Пятигорске, постоянно покупала мама.

### Хроника профессиональной деятельности
- 1950: окончил Кременчуг-Константиновскую среднюю школу с золотой медалью. (Это была первая медаль за всю историю существования школы).[3]

«Меня с детства привлекала авиация. Как и многие мальчишки, мечтал стать летчиком. Но наш классный руководитель, учитель математики Георгий Талтабаниди, все же сумел переубедить меня. „Лучше поступай в авиационный институт, коль уж так хочешь послужить любимому делу“, — говорил он. Возможно, уже тогда видел во мне задатки конструктора авиадвигателей? Так или иначе, а его мнение, которым я очень дорожил, окончательно развеяло мои сомнения. Я твердо решил поступать в авиационный институт на моторный факультет, поскольку у нас в селе к моторам всегда было уважительное отношение».— В. М. Чуйко.
- 1950—1956: учёба на моторном факультете Харьковского авиационного института. Окончил вуз, получив диплом с отличием;
- 1956—1970: работа в ОКБ завода № 478 (в дальнейшем — Государственное союзное ОКБ № 478, с 1966 — Запорожское машиностроительное конструкторское бюро «Прогресс»). Инженер-конструктор 3-й категории в бригаде компрессоров, старший инженер, инженер-конструктор 2-й, затем 1-й категории, начальник бригады запуска двигателя, ведущий конструктор, начальник отдела надёжности — заместитель начальника КБ;[4]
- 1970—1979: заместитель главного конструктора ЗМКБ «Прогресс»;
- 1972: защитил в Харьковском авиационном институте диссертацию на соискание учёной степени «кандидат технических наук»;
- 1979—1981: заместитель начальника 3-го Главного управления Министерства авиационной промышленности СССР, курировал разработку опытных двигателей;
- 1981—1984: главный инженер 3 ГУ МАП СССР;
- август 1984 — ноябрь 1991: заместитель министра авиационной промышленности СССР по двигателестроению;
- 1985—1991: одновременно преподавал в Центральном институте повышения квалификации кадров авиационной промышленности;
- 1990: защитил диссертацию на соискание учёной степени «доктор технических наук». Присвоено учёное звание «профессор»;
- с 1991: президент, генеральный директор Ассоциации «Союз авиационного двигателестроения» (АССАД).

### Работа в ЗМКБ «Прогресс»
В ЗМКБ «Прогресс» Чуйко работал вместе с талантливыми конструкторами, такими как А.Г. Ивченко, В.А. Лотарёв, А.К. Пантелеев, А.Н. Зленко, А.М. Анашкин, Ф.М. Муравченко.
Виктор Михайлович участвовал в разработке и освоении авиационных двигателей АИ-24, АИ-25, АИ-9.
Большой вклад Чуйко внёс в разработку двигателя АИ-25, который был у него любимым. Многие оригинальные технические решения, использованные в конструкции двигателя АИ-25 и в техпроцессах по его производству, были выполнены на уровне изобретений и внедрены при непосредственном участии Чуйко. Так Чуйко и заводские конструкторы совместными усилиями увеличили гарантийный ресурс двигателя АИ-25 до 3500 часов, а назначенный ресурс до 18000 часов.

### Работа в Министерстве авиационной промышленности СССР
«В.М. Чуйко также внёс большой вклад в освоение изделия АЛ-31Ф, двигателя для самолёта Су-27. Роль Виктора Михайловича как заместителя министра авиационной промышленности при работе над этим двигателем неоценима. В процессе изготовления турбинной лопатки возникли большие трудности, связанные с формированием её сверхсложной внутренней полости. Конструктор двигателя академик А.М. Люлька разработал оригинальную лопатку с циклонно-вихревым охлаждением, превосходящим все ранее существующие схемы. ...По поручению Виктора Михайловича, группа специалистов ВИАМ (начальник сектора, к.т.н. И.М. Демонис) проработала вопросы технологичности этой лопатки и свои соображения доложила ...А.М. Люльке и В.М. Чуйко. ...В этих работах роль министерства и, собственно, заместителя министра, была ключевой. ...Виктор Михайлович, как опытный специалист, виртуозно владел всеми технологическими вопросами... Заместитель министра авиационной промышленности СССР В.М. Чуйко совмещал организационную работу с решением технических вопросов, что позволило внести изменения в документацию. То, что самолет Су-27, в конечном счёте, получил этот двигатель – немалая заслуга лично Виктора Михайловича».— Е. Н. Каблов, Генеральный директор ФГУП «ВИАМ», академик РАН.

### Общественная деятельность
По инициативе Чуйко и группы руководителей предприятий и сотрудников 3-го и 13-го ГУ МАП СССР в 1991 году была создана Ассоциация «Союз авиационного двигателестроения» (АССАД). Чуйко был избран президентом и генеральным директором Ассоциации. АССАД стала координационным центром деятельности  двигателестроительных предприятий СНГ. Под эгидой Ассоциации проводятся научно-технические конференции и совещания, которые обеспечивают координацию действий двигателестроителей. Предприятия — члены АССАД получают практическую помощь по вопросам организации разработки, производства, поставок и эксплуатации авиационных двигателей. Важным направлением деятельности АССАД является участие в международных выставках. Особое место среди них занимает подготовка и регулярное проведение Международного салона и Научно-технического конгресса по двигателестроению.
Большая Выставка проходит на ВДНХ в апреле каждого чётного года, при поддержке правительства России. В выставке представлены более 80 предприятий России, стран СНГ, и дальнего зарубежья.
Участие в выставках в Дубае, и Париже. 
Участие в салоне Макс, в Жуковском, каждый нечётный год.
Так же, каждый год, выпускается "Проспект" - с описанием всех членов Ассоциации "Союз авиационного двигателестроения" (сокращенно АССАД)
Каждый год проводятся собрания генеральных директоров всех членов Ассоциации. 

### Семья
Супруга Виктора Михайловича, Галина Борисовна Чуйко (Кубикова, род. 1933) — авиационный инженер, специалист по двигателестроению; окончила одновременно с мужем Харьковский авиационный институт. Дочери: Людмила Викторовна (род. 1956) — руководитель детского комплекса по флористике, и Ирина Викторовна (род. 1958) — преподаватель музыкальной школы. 
Многолетние увлечения В. М. Чуйко — садоводство и путешествия на автомобиле.

## Награды и звания
- Два ордена Трудового Красного Знамени;[7]
- 1996: Орден Почёта — за заслуги перед государством, многолетний добросовестный труд и большой вклад в укрепление дружбы и сотрудничества между народами;[8]
- 1991: Премия Совета Министров СССР — за создание научных основ, разработку и внедрение новых классов высокотемпературных материалов, принципиально новых технологий упрочнения и восстановления деталей газотурбинных двигателей;[9]
- 2004: Премия Правительства Российской Федерации — за разработку, производство и внедрение в эксплуатацию балансировочных станков нового поколения;[10]
- Государственная премия Украинской ССР в области науки и техники;[11]
- 1973: Заслуженный деятель промышленности ЧССР;[4]
- Действительный член Академии наук авиации и воздухоплавания;
- Действительный член Международной академии транспорта.

### Монографии
1. Авиадвигателестроение. Энциклопедия / Общая редакция и предисловие проф. В. М. Чуйко. — Москва: Издательский дом «Авиамир», 1999. — 300 с. — ISBN 5-901081-01-3;
2. Созвездие [сборник] / Коллектив авторов; под ред. В. М. Чуйко. — Книга 1. — Москва, Авико Пресс, 2003. — 205 с. — ISBN 5-863090715;
3. Созвездие [сборник] / Коллектив авторов; под ред. В. М. Чуйко. — Книга 2. — Москва, Авико Пресс, 2004. — 205 c. — 3000 экз. — ISBN 5-86309-038-3;
4. Созвездие [сборник] / Коллектив авторов; под ред. В. М. Чуйко. — Книга 3. — Москва, Авико Пресс. 2005. — 207 с. — ISBN 5-86309-038-5;
5. Созвездие [сборник] / Коллектив авторов; под ред. В. М. Чуйко. — Книга 4. — Москва, Московский издательский дом, 2006. — 221 с. — 3000 экз. — ISBN 5-85167-060-6;
6. Созвездие [сборник] / Коллектив авторов; под ред. В. М. Чуйко. — Книга 5. — Москва, Московский издательский дом, 2007. — 215 с. — 3000 экз. — ISBN 5-85167-009-6;
7. Созвездие [сборник] / Коллектив авторов; под ред. В. М. Чуйко. — Книга 6. — Москва, Стэп, 2009. — 206 с. — 3000 экз. — ISBN 978-5-904323-01-1;
8. Созвездие [сборник] / Коллектив авторов; под ред. В. М. Чуйко. — Книга 7. — Москва, Стэп, 2010. — 215 с. — ISBN 978-5-904323-05-9;
9. Созвездие [сборник] / Коллектив авторов; под ред. В. М. Чуйко. — Книга 8. — Москва, [б. и.], 2013. — 223 с. — 2000 экз. — ISBN 978-5-85271-317-9.[12]

### Авторские свидетельства
1. Авторское свидетельство СССР № SU 1401071 A1. Расплав солей для очистки отливок от керамики. Соавторы: В. В. Туманов, Л. П. Белова, Н. Л. Шипкова, М. И. Ляпунов, А. В. Логунов, Г. Н. Рахимов, Э. С. Садреев, Г. Г. Егорова, В. А. Назин, С. И. Яцик, Г. И. Зуев, А. И. Янович, И. Г. Педенко, И. М. Демонис, В. А. Ксенофонтов. Опубликовано 07.06.1988, бюллетень № 21.